# Julius Kollmann
Julius Kollmann (Holzheim am Forst, 24 de febrero de 1834-Basilea, 24 de junio de 1918) fue un anatomista, zoólogo y antropólogo alemán conocido por su trabajo en anatomía descriptiva, evolución y biología del desarrollo. Acuñó el término neotenia.
Estudió en las universidades de Múnich y Berlín, completando luego su formación en Londres y París. Se doctoró en 1859 en Múnich y comenzó a trabajar como catedrático en la Universidad de Basilea de la que fue rector en 1888.